# 따이르족
따이르족(Tai Lü, 타이루어: ᦺᦑᦟᦹᧉ, 중국어: 傣仂 (Dǎi lè), 라오어: ລື້, 태국어: ไทลื้อ, 베트남어: Người Lự)는 중국, 라오스, 태국, 버마, 베트남에 걸쳐 살며 남서타이어군의 언어(따이르어)를 사용하는 타이계 민족이다. 민족명인 "르"(Lü, ລື້)는 따이르어에서 라오족 명칭과 비슷한데, 이는 타이계 언어에서 "북쪽"을 의미하는 말로서 따이느아족과 같은 어원을 공유하는 것이다.